# Jacky Ickx
Jacques Bernard Ickx (Ixelles, Bélgica, 1 de enero de 1945), más conocido como Jacky Ickx, es un expiloto de automovilismo belga. Es considerado como el mejor piloto belga de todos los tiempos y uno de los más completos de su generación, destacando en diversas modalidades del automovilismo como monoplazas, sport prototipos, resistencia y rally raid.
Ickx compitió 14 temporadas en la Fórmula 1 para nueve equipos distintos, acumulando un total de ocho victorias, 25 podios y 13 pole positions. Obtuvo el subcampeonato en 1969 para Brabham y en 1970 para la escudería Ferrari, donde también finalizó cuarto en 1968, 1971 y 1972. Aparte de su actividad en la Fórmula 1, en su palmarés destacan su título en la Fórmula 2 Europea (1967), el campeonato de la Can-Am (1979), dos títulos en el Campeonato Mundial de Resistencia de 1982 y 1983, la victoria en el Rally Dakar de 1983, y su marca de seis victorias en las 24 Horas de Le Mans de 1969, 1975, 1976, 1977, 1981 y 1982, que le otorgó el apelativo de "Monsieur Le Mans". 
También fue conocido como "L'Enfant Terrible" sobre todo cuando con 22 años en el Gran Premio de Alemania de 1967, colocó a su Matra de Fórmula 2 en la primera fila de la parrilla por detrás tan solo de Jim Clark y Denny Hulme, y por delante de todos los demás F1. Su conducción en carreras con lluvia le dieron también el título honorífico de "Rainmaster", siendo considerado uno de los mejores pilotos sobre mojado de todos los tiempos.

## Carrera deportiva

### Inicios
Comenzó su relación con el mundo del motor muy joven participando a los 16 años en competiciones de trial con una Zündapp. En 1963 se proclamó campeón de Bélgica de esta especialidad y ese mismo año comenzó a disputar carreras de automóviles en cuesta y de turismos con un BMW 700S. Un año después comienza a pilotar y ganar carreras de turismo con un Lotus Cortina, en la Copa de Spa de ese año tiene su primer accidente cuando se sale en las Eses de Masta y atropella a un espectador (situado en zona prohibida) que fallece por el impacto. Este accidente, agravado además porque en la confusión del momento el cadáver fue trasladado en la misma ambulancia que Ickx le produjo un profundo shock y le marcó para el resto de su vida, aunque con ayuda de varias personas, entre ellas su padre, volvió a competir.
En 1965 se proclama de nuevo Campeón de Bélgica de Trial con Zündapp, campeón de carreras en cuesta con un Ford Cortina y gana varias carreras de turismos incluido el Campeonato de Bélgica. Sus notables aptitudes no se le pasaron por alto a Ken Tyrrell, que le ofrece un volante en su equipo de F3 en 1966, categoría dedicada a foguear a jóvenes pilotos. Sin embargo el "Tío Ken" ve en el joven Ickx la suficiente madurez como para hacerle compañero de Jackie Stewart en el equipo Matra de F2, debutando antes en esta categoría con bastante éxito, 6.º en Goodwood y 4.º en Pau. El año 66 es de lo más ajetreado para Ickx, corre sus primeras 24 Horas de Le Mans con Jochen Neerpasch sobre Ford GT40, gana las 24 Horas de Spa para turismos con Hubert Hahne con un BMW 2000TI y participa en más de 40 carreras de todo tipo (Fórmula 2, Fórmula 3, subidas de montaña, turismos y resistencia) ganando 10 de ellas y subiendo 17 veces al podio.
El 1967 es un gran año para Ickx, obtiene su primer gran éxito internacional al vencer en los 1000 km de Spa-Francorchamps con un Mirage M1-Ford con unas terribles condiciones de lluvia y viento.

### Fórmula 1

#### Primeras carreras
Se proclama campeón de Europa de F2 en 1967 pilotando un Matra MS7-Ford con tres victorias y asombrando al mundo de la F1 en el GP de Alemania en el Nordschleife (corriendo con un F2), no solo haciendo el tercer mejor tiempo de los entrenamientos sino corriendo entre los cuatro primeros hasta que se rompió la suspensión de su Matra. Esta actuación no pasó desapercibida para los jefes de escudería de la F1 y el equipo Cooper le ofreció un volante oficial para correr en Monza donde quedó 6.º (su primer punto en F1) y en Watkins Glen. Aún más importante fue la oferta de Ferrari que le contrató para su equipo de F1 del año siguiente.

#### Primer año en Ferrari

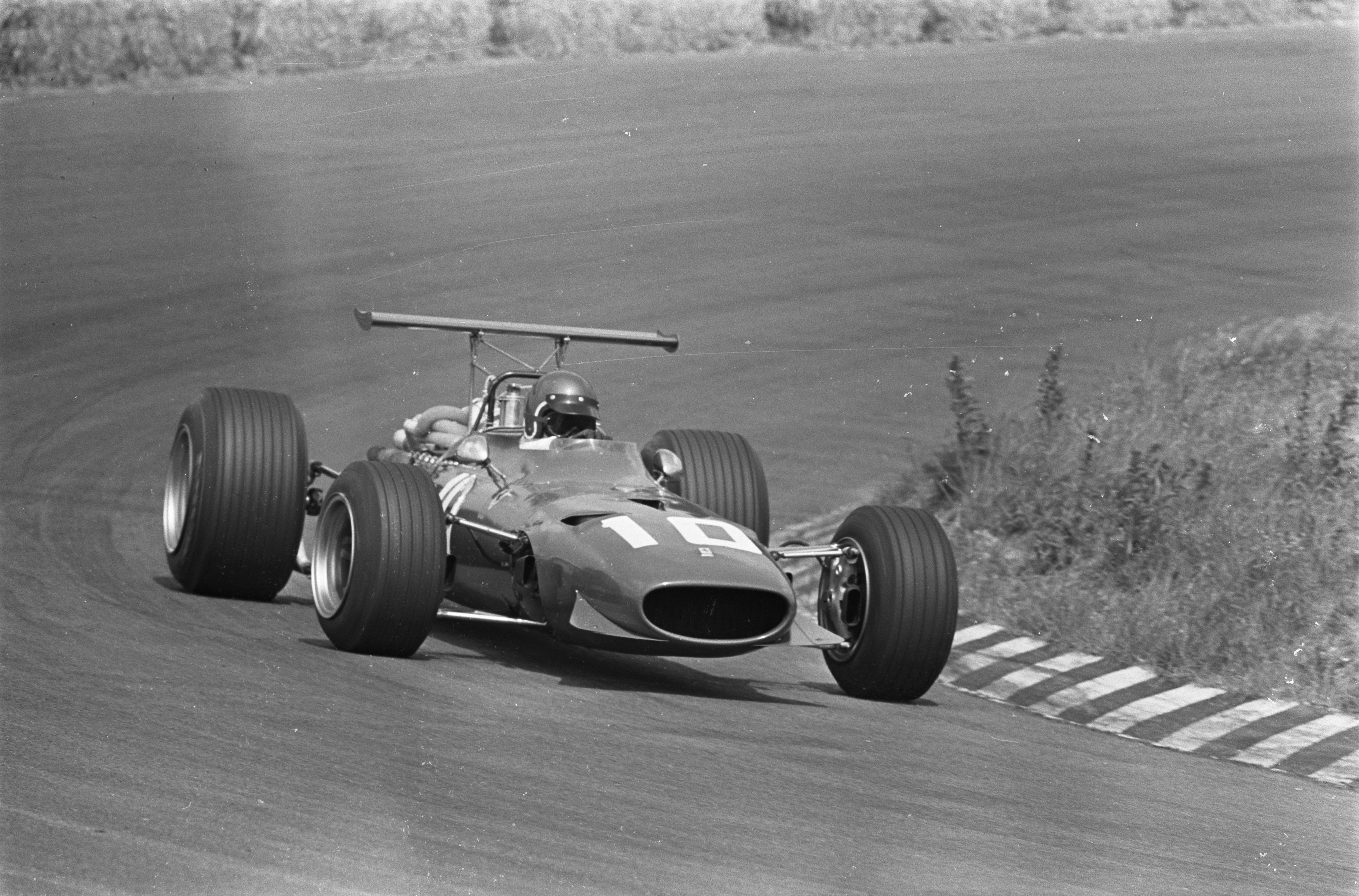
Ickx en el GP de Países Bajos de 1968.

En 1968, Ickx condujo la Fórmula 1 para Ferrari. Se retiró de sus dos primeras carreras, pero en su carrera local en Spa-Francorchamps, comenzó desde la primera fila y terminó tercero. En el Gran Premio de Francia en Rouen obtuvo su primera victoria, bajo una fuerte lluvia. Ickx también terminó tercero en Brands Hatch y cuarto en Nürburgring después de conducir casi toda la carrera bajo una fuerte lluvia sin su visor de casco. En Monza he terminado la carrera en tercera posición. En Canadá se estrelló y se rompió la pierna izquierda durante la práctica, por lo tanto no comenzó y también se perdió el Gran Premio de los Estados Unidos. Regresó a tiempo para la carrera final de la temporada en México. Ickx anotó 27 puntos en la temporada de Fórmula 1 de 1968, terminando en cuarto lugar detrás de Graham Hill, Jackie Stewart y Denny Hulme.

#### 1969: Brabham
En 1969, Ickx se mudó a Brabham, en parte por instigación del equipo de John Wyer, para quien había tenido un éxito considerable en los autos deportivos. El principal patrocinador de Wyer, Gulf Oil, deseaba asegurarse de que conservaran sus servicios en lugar de posiblemente perderlo ante el equipo de autos deportivos de Ferrari. Sus primeros resultados en Brabham fueron pobres, pero después de que Jack Brabham se rompió el pie en un accidente de prueba, los resultados de Ickx mejoraron: el reportero y escritor Alan Henry sugiere que Ickx se desempeñó mejor con todo el equipo centrado en él. Ickx terminó tercero en Francia, segundo en Gran Bretaña y ganó en Canadá y Alemania en Nürburgring, donde también obtuvo la pole position y la vuelta más rápida, en la última carrera de Fórmula 1 antes de que 'The Ring' fuera hecho menos accidentado y peligroso. En el Gran Premio de México de 1969, Ickx terminó segundo y terminó el año como subcampeón del campeonato mundial de pilotos, detrás de Stewart. Regresé al equipo Ferrari para la temporada 1970, un movimiento que había estado considerando desde el Gran Premio de Italia.

#### Segunda etapa en Ferrari
Como en 1969, Ickx tuvo un comienzo decepcionante en la temporada de 1970. En la primera vuelta del Gran Premio de España, he chocado con el BRM de Jackie Oliver y su auto se incendió. Le tomó al menos 20 segundos abandonar el auto en llamas y fue hospitalizado con quemaduras graves. Después de 17 días, regresó a su automóvil en el Gran Premio de Mónaco, donde corrió quinto antes de retirarse con una falla en el eje de transmisión. El auto comenzó a mejorar y en el Gran Premio de Alemania (celebrado en Hockenheim cuando su Nürburgring favorito fue boicoteado por razones de seguridad) luchó con Jochen Rindt por la victoria, pero terminó en segundo lugar. En el Gran Premio de Austria fue Ickx quien se llevó la victoria. En Monza, Rindt murió en un accidente durante la calificación. Ickx fue el único piloto con la oportunidad de tomar el campeonato de Rindt que ya había ganado cinco de nueve carreras en esa temporada, con cuatro más por jugar. Monza vio una victoria de Clay Regazzoni, su compañero de equipo de Ferrari, mientras que el auto de Ickx se descompuso. El belga se llevó la victoria en Canadá, pero en el Gran Premio de EE. UU. En Watkins Glen solo terminó cuarto, con Emerson Fittipaldi logrando su primera victoria para Lotus, así como el campeonato para el equipo y su difunto compañero de equipo. A pesar de ganar la última carrera en México, Ickx no pudo vencer el total de puntos de Rindt. Ickx declaró más tarde en un artículo de 2011 en la revista británica Motor Sport, que estaba contento de no haber ganado el Campeonato Mundial de 1970. No quería ganar contra un hombre que no podía defender sus posibilidades, refiriéndose al fallecido Rindt.

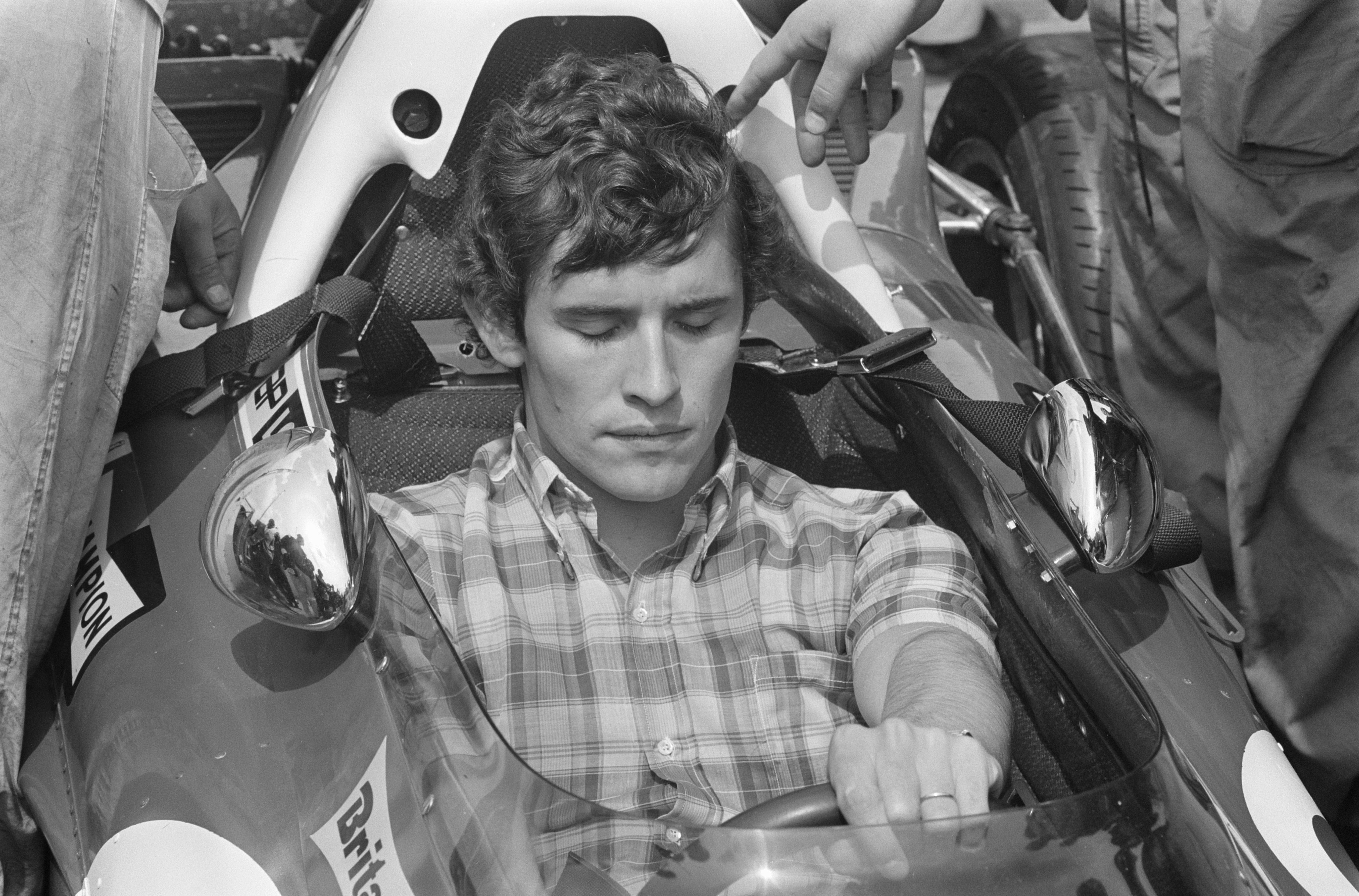
Ickx corriendo para Ferrari en la temporada 1971.

En 1971, Ickx y Ferrari comenzaron como favoritos, pero el campeonato fue para Jackie Stewart con el nuevo Tyrrell. Ickx ganó en Zandvoort bajo la lluvia con neumáticos húmedos Firestone, mientras que Stewart no tuvo ninguna posibilidad con su goma Goodyear. Después de eso, tuvo muchos retiros, mientras que Stewart obtuvo una victoria tras otra, a pesar de que Ickx le dio un buen desafío una vez más en Nürburgring, donde ambos pilotos compartieron victorias de 1968 a 1973. Esa pista larga y muy desafiante fue la favorito de Ickx, mientras que Stewart lo había llamado el "Infierno Verde", además de ser una fuerza impulsora detrás del boicot de conductores de 1970 que instó a los alemanes a modificar el diseño de la pista, que había sido construida en 1927. Stewart dijo que el único Lo que había cambiado desde entonces eran los árboles cada vez más grandes. Según lo solicitado, los que estaban cerca de la pista fueron cortados y reemplazados por una pequeña área de escorrentía y guardarraíles. Entonces, el escocés y el belga no solo lucharon en la pista, sino también fuera de la pista. Stewart estaba luchando constantemente por más seguridad en la Fórmula 1, mientras que Ickx pensó que al hacer eso, el desafío fue eliminado del deporte.
En 1972, Ickx se quedó en Ferrari y terminó segundo en España y Mónaco. Después de eso, el Ferrari solo fue notado por sus retiros. Sin embargo, una vez más, fue en Nürburgring donde Ickx estaba ansioso por demostrar que era su pista, lo que no le dio ninguna posibilidad a su gran rival Stewart. Resultó que la última victoria de Fórmula 1 para Ickx fue en Nürburgring.
En 1973, el Ferrari 312B3 ya no era competitivo e Ickx solo logró un cuarto lugar en el Gran Premio de apertura de la temporada. Si bien tuvo éxito con sus autos deportivos, que fueron llevados a varias victorias por el propio Ickx, el programa de Fórmula 1 de los italianos fue superado e incluso tuvieron que saltarse algunas carreras, especialmente en Nürburgring. Esto no fue aceptable para Ickx, quien dejó el equipo a mitad de la temporada (después del Gran Premio Británico de 1973, donde terminó octavo). En cambio, compitió en el Gran Premio de Alemania en Nürburgring en un McLaren, y obtuvo un tercer lugar detrás de los Tyrrell de Stewart y François Cevert. Ickx regresó a Ferrari para el Gran Premio de Italia en Monza nuevamente terminando octavo pero condujo para Williams en el Gran Premio de Estados Unidos de 1973 en Watkins Glen, terminando séptimo.

#### Etapa en Lotus

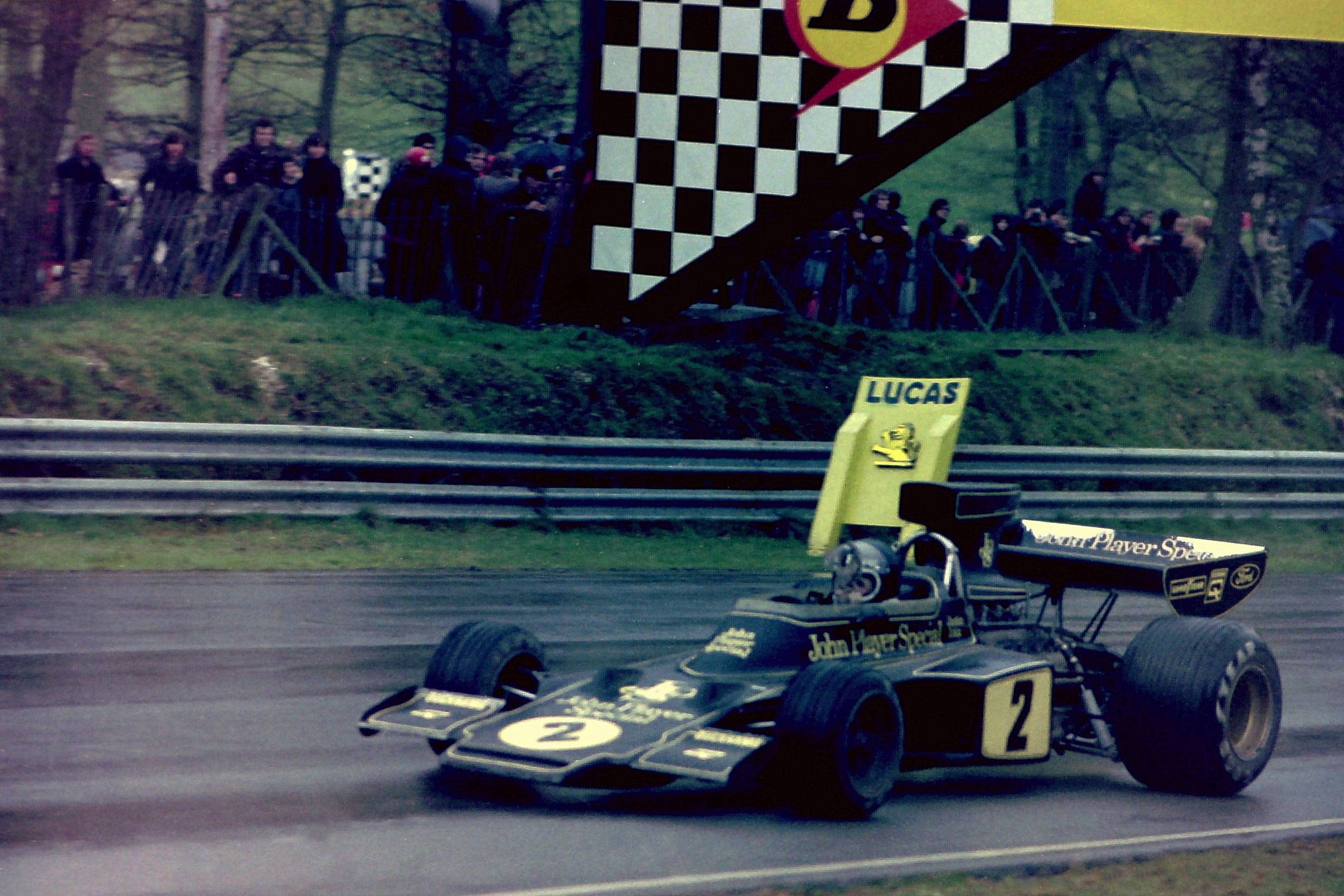
Jacky en la Carrera de Campeones de 1974.

Cuando Ickx firmó con el Team Lotus en 1974, le esperaba un período difícil. Lotus tuvo problemas para reemplazar el exitoso pero antiguo Lotus 72 (que debutó en 1970) con el problemático Lotus 76 y, durante las primeras carreras del campeonato, Ickx solamente logró un tercer lugar en Brasil. Ickx ganó la Carrera de Campeones de Brands Hatch (fuera del campeonato). Después del Gran Premio de Brasil, su temporada se deterioró, el Lotus-Ford se retiró en cinco carreras consecutivas hasta llegar al undécimo lugar en Zandvoort. Sin embargo, a mediados de la temporada, Ickx alcanzó en el Gran Premio de Gran Bretaña para terminar un fuerte tercero. Había sido quinto en la carrera anterior y el mismo resultado obtuvo en la siguiente. En Austria, Ickx, esta vez en el Lotus 76, llegó a luchar por el segundo puesto, pero un problema en los neumáticos le causó el retiro.
1975 fue aún más negativo para Lotus e Ickx dejó el equipo a mitad de la temporada, a pesar de que logró un segundo lugar en el Gran Premio de España que fue eclipsado por accidentes y se detuvo antes de la media distancia. Ickx calificaba generalmente 0.8 segundos más lento que su compañero de equipo Ronnie Peterson. Ickx se retiró después del GP de Francia de 1975 con la promesa de que Chapman podría volver a emplearlo cuando un nuevo Lotus competitivo estuviera listo para competir. Ickx no compitió en la Fórmula 1 durante el resto de 1975.

#### Últimos años
En 1976, Ickx comenzó la temporada con Wolf-Williams Racing. El equipo estaba ejecutando el Wolf-Williams FW05, que era esencialmente un Hesketh 308C modificado de 1975 y no era competitivo. Sin embargo, en la Carrera de Campeones, Ickx estaba desafiando a James Hunt y Alan Jones por el liderato, cuando la visera de Ickx se arrancó. En las carreras del campeonato mundial no logró clasificarse en cuatro ocasiones (lo que nunca antes le había sucedido) logrando solamente con un séptimo en España y un buen impulso para el décimo de los 19 finalistas en el GP de Francia. Sin embargo, por un gran pago de Wolf, Chris Amon acordó cambiar las unidades con Ickx y el belga corrió el resto de la temporada en el Ensign N176. En la carrera italiana, Ickx terminó décimo, a 30 segundos del ganador Peterson. Después de un mal accidente en el Gran Premio de Estados Unidos en Watkins Glen, que donde tuvo lesiones en el tobillo, Ickx solo compitió esporádicamente. En 1977, Ickx compitió en el Gran Premio en Mónaco para que Ensign terminara décimo. En 1978 ingresó a cuatro Grandes Premios, nuevamente para Ensign, pero solo logró un duodécimo lugar en Zolder. En Suecia no pudo clasificarse.
En 1979, terminó su carrera como piloto de Fórmula 1 en Ligier, reemplazando al lesionado Patrick Depailler, alcanzando un quinto y sexto.

### Resistencia
En 1969, Ickx ganó las 24 Horas de Le Mans por primera vez. Esta carrera también vio la primera aparición del Porsche 917 en Le Mans. El Ford GT40 que Ickx conducía con Jackie Oliver parecía en ese momento ser un automóvil obsoleto, superado por el nuevo 917 pero también por el Porsche 908 más antiguo y la nueva generación de prototipos de 3 litros de Ferrari, Matra y Alfa Romeo.
Como Ickx se oponía a la parrilla de salida tradicional de Le Mans, que consideraba peligroso, caminó lentamente por la pista hacia su máquina, en lugar de correr. Cerró el cinturón de seguridad con cuidado y, por lo tanto, fue el último en comenzar la carrera. En la primera vuelta, el conductor privado John Woolfe, que no se había tomado el tiempo para protegerse, tuvo un fatal accidente en su nuevo y poderoso 917.
Durante la carrera, los Porsche 917 demostraron ser poco confiables y ninguno terminó. Las últimas cuatro horas de la carrera se convirtieron en un duelo entre el Porsche 908 de Hans Herrmann y Gérard Larrousse y el Ford GT40 de Ickx y Oliver. En la última hora, Ickx y Herrmann se cambiaban posiciones continuamente el uno al otro, ya que el Porsche fue más rápido en las rectas debido a que tenía menos resistencia aerodinámica, mientras que el belga lo pasaba de nuevo al frenar cuando se gastaron del Porsche las pastillas de freno, ya que el equipo consideró que no había suficiente tiempo para cámbialos. Ickx ganó la carrera por los márgenes competitivos más pequeños de la historia, con menos de 110 m entre los dos autos, a pesar de haber perdido una distancia mayor voluntariamente al comienzo. También ganó su caso por seguridad: desde 1970, todos los pilotos podían comenzar la carrera sentados en sus autos con los cinturones apretados adecuadamente.
En años posteriores, Ickx ganó seis veces en la carrera de 24 horas en Le Mans, llegando a ser conocido como "Monsieur Le Mans". Tres de las victorias fueron con Derek Bell: esta se convertiría en una de las asociaciones más legendarias. En 2005, Tom Kristensen superó el récord de Ickx y cuando Kristensen anunció su retiro propuesto al final de la temporada 2014 tuvo nueve victorias.

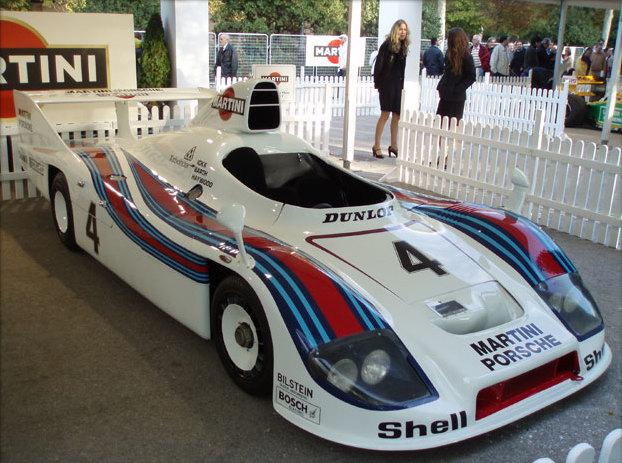
Porsche 936 ganador de Le Mans 1977.

A partir de 1976, fue piloto de fábrica de Porsche y sus nuevos autos de carrera turboalimentados, el 935 y especialmente el 936, que condujo a la victoria en Le Mans tres veces. Estos impulsos, así como el esfuerzo de pérdida en 1978, a menudo bajo la lluvia y en la noche, fueron algunos de los mejores. Ickx considera que la carrera de las 24 Horas de Le Mans de 1977 fue su victoria favorita de todos los tiempos. Al retirarse anteriormente en otro Porsche 936, que compartía con Henri Pescarolo, el equipo lo transfirió al auto de Jürgen Barth y Hurley Haywood, que estaba en el puesto 42. Ickx compensó las vueltas perdidas para liderar la carrera a primera hora de la mañana, pero sufrió un problema mecánico que obligó al auto a frenar. Los mecánicos resolvieron el problema apagando un cilindro e Ickx ganó la carrera. Sin embargo, la victoria en 1982 llegó con el nuevo y superior modelo Porsche 956, que lo llevó a dos títulos como campeón mundial de carreras de resistencia, en 1982 y 1983.
En 1983, Ickx era el líder del equipo en Porsche, pero un nuevo compañero de equipo fue más rápido que él: el joven alemán Stefan Bellof estableció nuevos récords de vuelta en Nürburgring en la última carrera del mundial celebrada en la configuración original de la pista favorita de Ickx. Al final resultó que, Ickx y Bellof se involucrarían en eventos controvertidos más adelante.

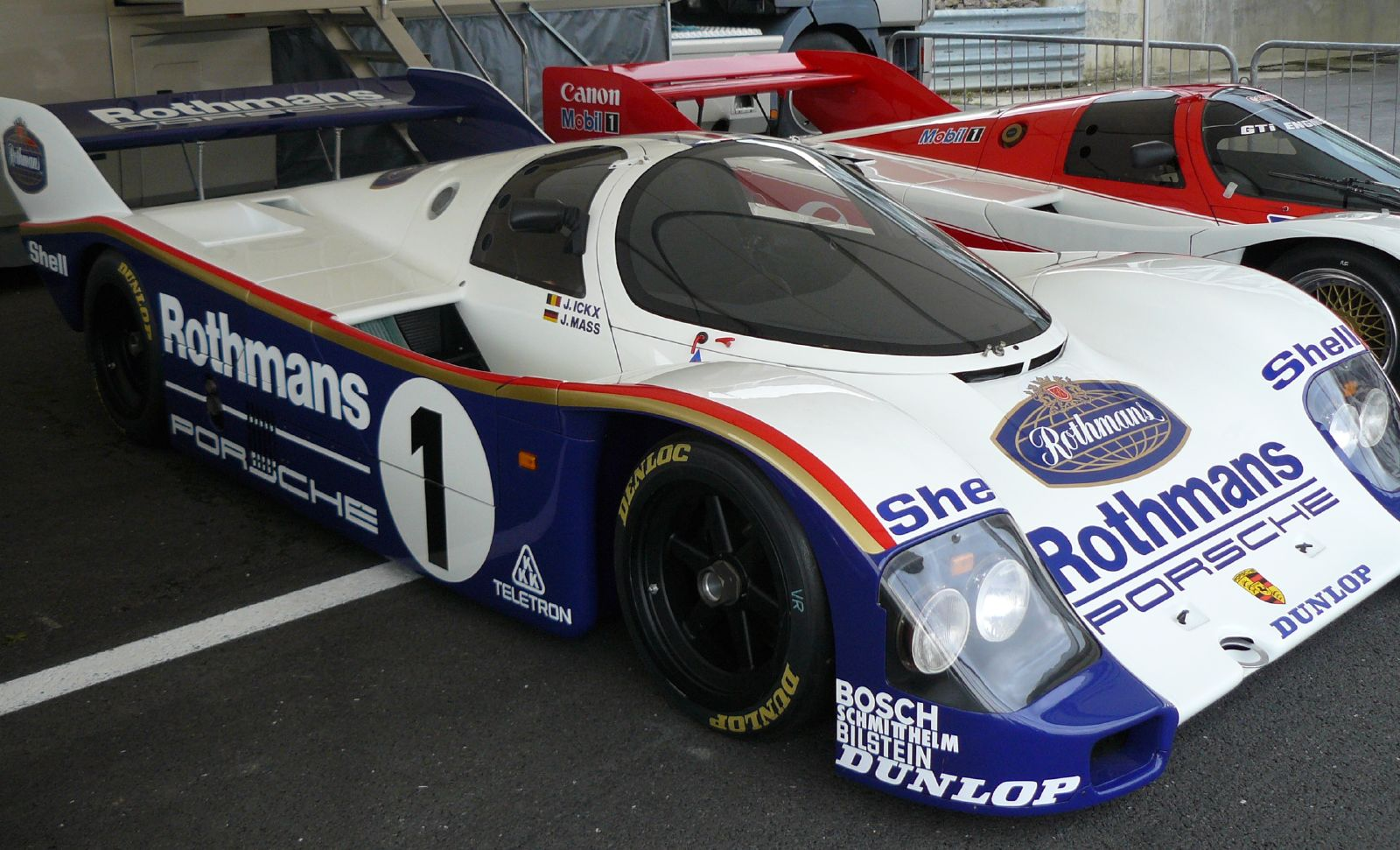
Porsche 956 de Ickx de 1985.

En 1984, Ickx actuó como director de carreras de Fórmula 1 en Mónaco. Detuvo la carrera antes de la media distancia debido a las fuertes lluvias, justo cuando el líder Alain Prost estaba siendo alcanzado por un joven Ayrton Senna y Bellof. Prost ganó así la carrera, pero solo obtuvo la mitad de los puntos por una victoria (4.5); Posteriormente, el francés perdió el Campeonato Mundial de 1984 ante su compañero de equipo McLaren, Niki Lauda, por medio punto.
En 1985, Ickx estuvo involucrado con Bellof nuevamente, pero con consecuencias fatales. Bellof corría con un Porsche privado mientras esperaba unirse al Ferrari en 1986, que le había prometido un asiento después de su actuación en Mónaco, similar a lo que habían hecho por Lauda después de que superó a Ickx allí en 1973. En Spa, la pista de casa de Ickx, el joven alemán en el 956 privado de Walter Brun intentó pasar al belga que conducía un 962 del equipo de fábrica por el primer lugar después de estar detrás de Ickx durante tres vueltas. En la esquina de Eau Rouge, Bellof intentó pasar por la izquierda, pero Ickx giró a la izquierda desde el lado derecho a la entrada del Eau Rouge. Chocaron y se estrellaron, Bellof murió una hora después después de que él chocara la barrera de la pista de frente, mientras Ickx estaba sacudido pero ileso. Se retiró de las carreras de circuitos profesionales al final de la temporada.

### Otras competencias
Ickx también llegó a la victoria junto con Allan Moffat en el Hardie-Ferodo 1000 de 1977 en Australia, convirtiéndose en el último debutante en ganar la carrera hasta 2011, cuando Nick Percat igualó esta hazaña al asociarse con los dos veces ganador Garth Tander. La victoria en el Bathurst 1000 fue en un Ford XC Falcon Group C Touring Car fabricado en Australia con modificaciones limitadas para las carreras. Después de solo días de práctica en un automóvil, nunca antes había conducido, había los mismos tiempos de vuelta de la misma manera o más rápido que los conductores que no conducían nada más y que estaban familiarizados con el circuito.
En 1979, en la serie Can-Am, recientemente renacida, para automóviles de Fórmula 5000 con ruedas cubiertas, Ickx ganó contra la fuerte oposición de Keke Rosberg, Elliot Forbes-Robinson y Bobby Rahal. El novato de F1, Rosberg, conducía su automóvil Can-Am con ferocidad, pero a menudo se salía de la carretera tratando de igualar el ritmo de Ickx, quien ganó la serie decisivamente en el final de temporada en Riverside. El fin de semana anterior, en el peligroso y ondulante circuito de Laguna Seca cerca de Monterey, Ickx eligió competir de manera conservadora en lugar de perseguir a los líderes Forbes-Robinson y Rosberg. Ickx no volvió a defender su título la siguiente temporada.

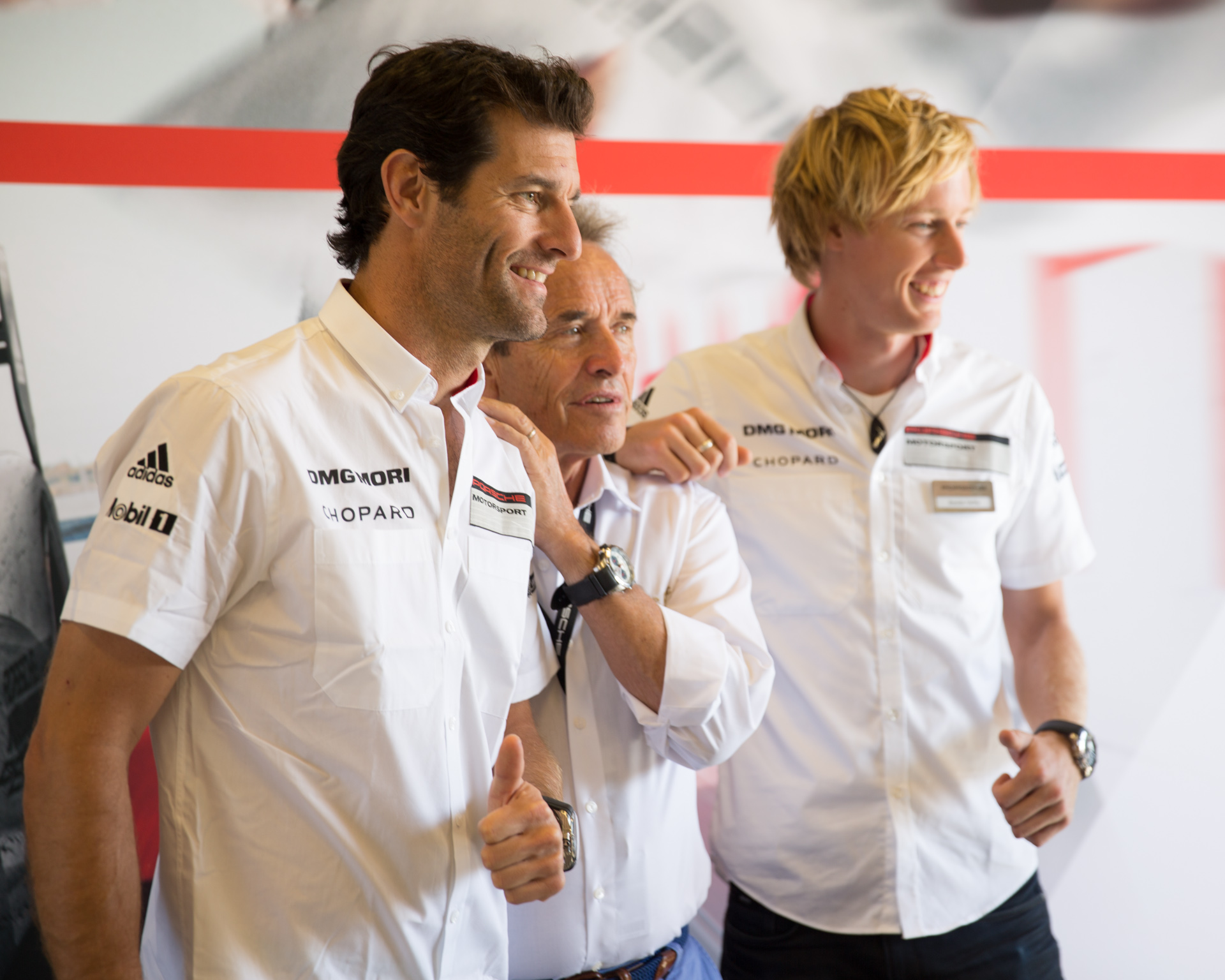
Ickx en un evento de Porsche en Laguna Seca en 2015, junto a Mark Webber y Brendon Hartley.

Una de sus otras victorias en Le Mans fue como ayudante del equipo de Oreca que manejaba un Mazda 787B para Mazdaspeed en 1991. Ickx también fue seleccionado para participar en las ediciones de 1978 y 1984 de la Carrera Internacional de Campeones.
Aunque nunca antes había conducido un auto de serie, Ickx ingresó a la carrera en las Daytona 500 de 1969, en un auto propiedad de Júnior Johnson. Unos días antes de la carrera, Ickx chocó el auto durante la práctica, y aunque no resultó herido, el auto sufrió daños irreparables. El único coche de respaldo del equipo fue necesario por el eventual ganador de la carrera LeeRoy Yarbrough, por lo que Ickx no tuvo la oportunidad de competir.
Participó en sus últimos años como piloto en el Rally París-Dakar, incluso compitiendo con su hija Vanina en algunas ediciones. Ganó el evento en 1983 conduciendo un Mercedes-Benz Clase G. Hoy en día, aparece en eventos históricos como conductor, como el Festival de la Velocidad de Goodwood y o el Rolex Monterey Motorsports Reunion, generalmente en representación de Porsche y Ferrari. Todavía opera en la realización del Gran Premio de Mónaco y todavía es residente de Bruselas.

## Premios y reconocimientos
Fue galardonado con el título de Ciudadano Honorario de Le Mans en 2020. Por otro lado, ingresó al International Motorsports Hall of Fame en 2015 y al Motorsports Hall of Fame of America en 2020.
El reloj Jacky Ickx Edition V de Chopard es un homenaje a su trayectoria.

## Vida personal
Su padre, Jacques Ickx, era periodista y escritor dedicado al mundo del automóvil. Su hermano Pascal también fue piloto y su hija Vanina ha participado en las 24 Horas de Le Mans y DTM, entre otras competencias automovilísticas, además de ser copiloto del propio Jacky en el París-Dakar.

## Resultados

### Fórmula 1
(Clave) (negrita indica pole position) (cursiva indica vuelta rápida)

| Año  | Escudería                       | 1       | 2       | 3       | 4       | 5       | 6         | 7         | 8       | 9       | 10      | 11      | 12      | 13      | 14      | 15      | 16  | 17  | Pos. | Puntos |
| ---- | ------------------------------- | ------- | ------- | ------- | ------- | ------- | --------- | --------- | ------- | ------- | ------- | ------- | ------- | ------- | ------- | ------- | --- | --- | ---- | ------ |
| 1966 | Tyrrell Racing Organisation     | MON     | BEL     | FRA     | GBR     | NED     | GER RetF2 | ITA       | USA     | MEX     |         |         |         |         |         |         |     |     | NC   | 0      |
| 1967 | Tyrrell Racing Organisation     | RSA     | MON     | NED     | BEL     | FRA     | GBR       | GER RetF2 | CAN     |         |         |         |         |         |         |         |     |     | 20.º | 1      |
| 1967 | Cooper Car Company              |         |         |         |         |         |           |           |         | ITA 6   | USA Ret | MEX     |         |         |         |         |     |     | 20.º | 1      |
| 1968 | Scuderia Ferrari SpA SEFAC      | RSA Ret | ESP Ret | MON     | BEL 3   | NED 4   | FRA 1     | GBR 3     | GER 4   | ITA 3   | CAN DNS | USA     | MEX Ret |         |         |         |     |     | 4.º  | 27     |
| 1969 | Motor Racing Developments Ltd   | RSA Ret | ESP 6   | MON Ret | NED 5   | FRA 3   | GBR 2     | GER 1     | ITA 10  | CAN 1   | USA Ret | MEX 2   |         |         |         |         |     |     | 2.º  | 37     |
| 1970 | Scuderia Ferrari SpA SEFAC      | RSA Ret | ESP Ret | MON Ret | BEL 8   | NED 3   | FRA Ret   | GBR Ret   | GER 2   | AUT 1   | ITA Ret | CAN 1   | USA 4   | MEX 1   |         |         |     |     | 2.º  | 40     |
| 1971 | Scuderia Ferrari SpA SEFAC      | RSA 8   | ESP 2   | MON 3   | NED 1   | FRA Ret | GBR Ret   | GER Ret   | AUT Ret | ITA Ret | CAN 8   | USA NC  |         |         |         |         |     |     | 4.º  | 19     |
| 1972 | Scuderia Ferrari SpA SEFAC      | ARG 3   | RSA 8   | ESP 2   | MON 2   | BEL Ret | FRA 11    | GBR Ret   | GER 1   | AUT Ret | ITA Ret | CAN 12  | USA 5   |         |         |         |     |     | 4.º  | 27     |
| 1973 | Scuderia Ferrari SpA SEFAC      | ARG 4   | BRA 5   | RSA Ret | ESP 12  | BEL Ret | MON Ret   | SWE 6     | FRA 5   | GBR 8   | NED     |         |         | ITA 8   | CAN     |         |     |     | 9.º  | 12     |
| 1973 | Yardley McLaren F1 Team         |         |         |         |         |         |           |           |         |         |         | GER 3   | AUT     |         |         |         |     |     | 9.º  | 12     |
| 1973 | Frank Williams Racing Cars      |         |         |         |         |         |           |           |         |         |         |         |         |         |         | USA 7   |     |     | 9.º  | 12     |
| 1974 | John Player Team Lotus          | ARG Ret | BRA 3   | RSA Ret | ESP Ret | BEL Ret | MON Ret   | SWE Ret   | NED 11  | FRA 5   | GBR 3   | GER 5   | AUT Ret | ITA Ret | CAN 13  | USA Ret |     |     | 10.º | 12     |
| 1975 | John Player Team Lotus          | ARG 8   | BRA 9   | RSA 12  | ESP 2~  | MON 8   | BEL Ret   | SWE 15    | NED Ret | FRA Ret | GBR     | GER     | AUT     | ITA     | USA     |         |     |     | 16.º | 3      |
| 1976 | Wolf-Williams Racing            | BRA 8   | RSA 16  | USW DNQ | ESP 7   | BEL DNQ | MON DNQ   | SWE       | FRA 10  | GBR DNQ | GER     | AUT     |         |         |         |         |     |     | NC   | 0      |
| 1976 | Team Ensign                     |         |         |         |         |         |           |           |         |         |         |         | NED Ret | ITA 10  | CAN 13  | USA Ret | JPN |     | NC   | 0      |
| 1977 | Team Tissot Ensign with Castrol | ARG     | BRA     | RSA     | USW     | ESP     | MON 10    | BEL       | SWE     | FRA     | GBR     | GER     | AUT     | NED     | ITA     | USA     | CAN | JPN | NC   | 0      |
| 1978 | Team Tissot Ensign              | ARG     | BRA     | RSA     | USW     | MON Ret | BEL 12    | ESP Ret   | SWE DNQ | FRA     | GBR     | GER     | AUT     | NED     | ITA     | USA     | CAN |     | NC   | 0      |
| 1979 | Ligier Gitanes                  | ARG     | BRA     | RSA     | USW     | ESP     | BEL       | MON       | FRA Ret | GBR 6   | GER Ret | AUT Ret | NED 5   | ITA Ret | CAN Ret | USA Ret |     |     | 16.º | 3      |

### Fórmula 2 Europea
| Año                                            | Carrera                                        | Circuito                                       | Monoplaza                                      | Motor                                          | Pos.                                           |
| Tyrrell Racing Organisation Camp: 10º (5 pts.) | Tyrrell Racing Organisation Camp: 10º (5 pts.) | Tyrrell Racing Organisation Camp: 10º (5 pts.) | Tyrrell Racing Organisation Camp: 10º (5 pts.) | Tyrrell Racing Organisation Camp: 10º (5 pts.) | Tyrrell Racing Organisation Camp: 10º (5 pts.) |
| ---------------------------------------------- | ---------------------------------------------- | ---------------------------------------------- | ---------------------------------------------- | ---------------------------------------------- | ---------------------------------------------- |
| 1966                                           | II Sunday Mirror                               | Goodwood                                       | Matra MS5                                      | BRM                                            | 6.º                                            |
| 1966                                           | XXVI GP Pau                                    | Pau                                            | Matra MS5                                      | BRM                                            | 4.º                                            |
| 1966                                           | III GP Limburgo                                | Zolder                                         | Matra MS5                                      | SCA                                            | Ret                                            |
| 1966                                           | XXXII GP Reims                                 | Reims-Gueux                                    | Matra MS5                                      | BRM                                            | Ret                                            |
| 1966                                           | XIV GP Ruan                                    | Ruan                                           | Matra MS5                                      | BRM                                            | Ret                                            |
| 1966                                           | XXVIII GP ALE/F2                               | Nürburgring                                    | Matra MS5                                      | SCA                                            | Ret                                            |
| 1966                                           | I Tropheé Craven                               | Le Mans                                        | Matra MS5                                      | SCA                                            | Ret                                            |
| 1966                                           | XXV GP Albi                                    | Albi                                           | Matra MS5                                      | SCA                                            | 4.º                                            |
| 1966                                           | '200' Motor Show                               | Brands Hatch                                   | Matra MS5                                      | SCA                                            | 4.º                                            |
| Matra Internacional Camp: 1º (45 pts.)         |                                                |                                                |                                                |                                                |                                                |
| 1967                                           | I Guards '100'                                 | Snetterton                                     | Matra MS5                                      | Cosworth FVA                                   | Ret                                            |
| 1967                                           | XXI BARC                                       | Silverstone                                    | Matra MS5                                      | Cosworth FVA                                   | 7.º                                            |
| 1967                                           | XXVII GP Pau                                   | Pau                                            | Matra MS5                                      | Cosworth FVA                                   | 5.º                                            |
| 1967                                           | II GP Barcelona                                | Montjuich                                      | Matra MS5                                      | Cosworth FVA                                   | Ret                                            |
| 1967                                           | XXX ADAC Eifelrennen                           | Nürburgring                                    | Matra MS5                                      | Cosworth FVA                                   | 3º                                             |
| 1967                                           | I Guards Int.                                  | Mallory Park                                   | Matra MS5                                      | Cosworth FVA                                   | 4.º VR                                         |
| 1967                                           | IV GP Limburgo                                 | Zolder                                         | Matra MS5                                      | Cosworth FVA                                   | Ret                                            |
| 1967                                           | XV London Trophy                               | Crystal Palace                                 | Matra MS5                                      | Cosworth FVA                                   | 1º VR                                          |
| 1967                                           | XXXIII GP Reims                                | Reims-Gueux                                    | Matra MS5                                      | Cosworth FVA                                   | 6.º                                            |
| 1967                                           | I Deutch. Trophäe                              | Hockenheimring                                 | Matra MS5                                      | Cosworth FVA                                   | 10.º                                           |
| 1967                                           | II GP Tulln                                    | Tulln                                          | Matra MS5                                      | Cosworth FVA                                   | 5.º                                            |
| 1967                                           | XV GP Zandvoort                                | Zandvoort                                      | Matra MS5                                      | Cosworth FVA                                   | 1º VR PP                                       |
| 1967                                           | XXIX GP ALE/F2                                 | Nürburgring                                    | Matra MS5                                      | Cosworth FVA                                   | Ret VR PP                                      |
| 1967                                           | VII GP SUE                                     | Gellerasbanan                                  | Matra MS5                                      | Cosworth FVA                                   | 6.º                                            |
| 1967                                           | VI GP Mediterráneo                             | Pergusa                                        | Matra MS5                                      | Cosworth FVA                                   | 3º VR                                          |
| 1967                                           | VII Guards Trophy                              | Brands Hatch                                   | Matra MS5                                      | Cosworth FVA                                   | 5.º                                            |
| 1967                                           | XIV Gold Cup                                   | Oulton Park                                    | Matra MS5                                      | Cosworth FVA                                   | Ret                                            |
| 1967                                           | XIV GP Albi                                    | Albi                                           | Matra MS5                                      | Cosworth FVA                                   | 4.º                                            |
| 1967                                           | XIX GP Roma                                    | Vallelunga                                     | Matra MS5                                      | Cosworth FVA                                   | 1º VR PP                                       |
| Scuderia Spa Ferrari SEFAC                     |                                                |                                                |                                                |                                                |                                                |
| 1968                                           | III GP Barcelona                               | Montjuich                                      | Ferrari Dino 166                               | Ferrari V6                                     | Ret                                            |
| 1968                                           | XXX ADAC Eifelrennen                           | Nürburgring                                    | Ferrari Dino 166                               | Ferrari V6                                     | Ret PP                                         |
| 1968                                           | V GP Limburgo                                  | Zolder                                         | Ferrari Dino 166                               | Ferrari V6                                     | 4.º                                            |
| 1968                                           | XVI London Trophy                              | Crystal Palace                                 | Ferrari Dino 166                               | Ferrari V6                                     | Ret                                            |
| 1968                                           | III Rhein Pokalrennen                          | Hockenheimring                                 | Ferrari Dino 166                               | Ferrari V6                                     | 5.º                                            |
| 1968                                           | VII GP Meditterraneo                           | Pergusa                                        | Ferrari Dino 166                               | Ferrari V6                                     | 6.º                                            |
| Frank Williams Racing Cars                     |                                                |                                                |                                                |                                                |                                                |
| 1969                                           | VI GP Limburgo                                 | Zolder                                         | Brabham BT23C                                  | Cosworth FVA                                   | 2º VR                                          |
| Alistair Walker Racing                         |                                                |                                                |                                                |                                                |                                                |
| 1969                                           | LIV GP Reims                                   | Reims-Gueux                                    | Brabham BT23C                                  | Cosworth FVA                                   | Ret PP                                         |
| Alessandro De Tomaso                           |                                                |                                                |                                                |                                                |                                                |
| 1969                                           | VIII GP Mediterráneo                           | Pergusa                                        | De Tomaso 103                                  | Cosworth FVA                                   | Ret                                            |
| Bayerische Motor Werke                         |                                                |                                                |                                                |                                                |                                                |
| 1970                                           | XV BARC '200'                                  | Thruxton                                       | BMW 270                                        | BMW V6                                         | 6.º                                            |
| 1970                                           | VII GP Limburgo                                | Zolder                                         | BMW 270                                        | BMW V6                                         | Ret                                            |
| 1970                                           | XVII GP Ruan                                   | Ruan                                           | BMW 270                                        | BMW V6                                         | 4.º                                            |
| 1970                                           | I Tropheé FRA/F2                               | Paul Ricard                                    | BMW 270                                        | BMW V6                                         | Ret PP                                         |
| 1970                                           | IX GP Mediterráneo                             | Pergusa                                        | BMW 270                                        | BMW V6                                         | 3º PP                                          |
| 1970                                           | I GP Salzburgo                                 | Salzburgring                                   | BMW 270                                        | BMW V6                                         | 1º                                             |
| 1970                                           | V GP Tulln                                     | Tulln                                          | BMW 270                                        | BMW V6                                         | 1º                                             |
| 1970                                           | IV GP Imola                                    | Imola                                          | BMW 270                                        | BMW V6                                         | Ret VR                                         |

### Resistencia
| 24 Horas de Le Mans             | 24 Horas de Le Mans  | 24 Horas de Le Mans | 24 Horas de Le Mans | 24 Horas de Le Mans | 24 Horas de Le Mans |
| ------------------------------- | -------------------- | ------------------- | ------------------- | ------------------- | ------------------- |
| 1966                            | Essex Wire Corp      | J. Neerspasch       | Ferrari 250LM       | Ferrari             | Ret                 |
| 1967                            | John Wyer Automotive | B. Muir             | Mirage M1           | Ford                | Ret                 |
| 1969                            | John Wyer Automotive | J. Oliver           | Ford GT40           | Ford                | 1º                  |
| 1970                            | Spa Ferrari SEFAC    | P. Schetty          | Ferrari 512S        | Ferrari             | Ret                 |
| 1973                            | Spa Ferrari SEFAC    | B. Redman           | Ferrari 312PB       | Ferrari             | Ret                 |
| 1975                            | Gulf Racing Research | D. Bell             | Gulf GR8            | Ford                | 1º PP               |
| 1976                            | Martini Racing       | G. van Lennep       | Porsche 936         | Porsche             | 1º                  |
| 1977                            | Martini Racing       | Barth-Haywood       | Porsche 936/77      | Porsche             | 1º VR               |
| 1978                            | Martini Racing       | Barth-Wollek        | Porsche 936/78      | Porsche             | 2º PP               |
| 1979                            | Essex Porsche        | B. Redman           | Porsche 936/78      | Ford                | Desc VR             |
| 1980                            | Martini Racing       | R. Jost             | Porsche 908         | Porsche             | 2º                  |
| 1981                            | Porsche System Eng.  | D. Bell             | Porsche 936/81      | Porsche             | 1º PP               |
| 1982                            | Rothmans Porsche     | D. Bell             | Porsche 956         | Porsche             | 1º PP               |
| 1983                            | Rothmans Porsche     | D. Bell             | Porsche 956         | Porsche             | 2º PP VR            |
| 1985                            | Rothmans Porsche     | J. Mass             | Porsche 962C        | Porsche             | 10.º                |
| 1000 km de Spa-Francorchamps    |                      |                     |                     |                     |                     |
| 1967                            | John Wyer Automotive | R. Thompson         | Mirage M1           | Ford                | 1º                  |
| 1968                            | John Wyer Automotive | B. Redman           | Ford GT40           | Ford                | 1º                  |
| 1969                            | John Wyer Automotive | J. Oliver           | Mirage M2/300       | BRM                 | Ret                 |
| 1970                            | Spa Ferrari SEFAC    | J. Surtees          | Ferrari 512S        | Ferrari             | 2º                  |
| 1971                            | Spa Ferrari SEFAC    | C. Regazzoni        | Ferrari 312PB       | Ferrari             | 8.º                 |
| 1972                            | Spa Ferrari SEFAC    | C. Regazzoni        | Ferrari 312PB       | Ferrari             | 2º                  |
| 1973                            | Spa Ferrari SEFAC    | B. Redman           | Ferrari 312PB       | Ferrari             | Ret PP              |
| 1974                            | Equipe Gitanes       | J.P. Jarier         | Matra-Simca MS670C  | Matra               | 1º VR               |
| 1975                            | Willi Kahusen R.T.   | A. Merzario         | Alfa-Romeo 33TT12   | Alfa-Romeo          | 2º VR               |
| 1982                            | Rothmans Porsche     | J. Mass             | Porsche 956         | Porsche             | 1º PP               |
| 1983                            | Rothmans Porsche     | J. Mass             | Porsche 956         | Porsche             | 1º PP               |
| 1984                            | Rothmans Porsche     | J. Mass             | Porsche 956         | Porsche             | 2º                  |
| 1985                            | Rothmans Porsche     | J. Mass             | Porsche 962C        | Porsche             | Ret                 |
| 24 Horas de Daytona             |                      |                     |                     |                     |                     |
| 1966                            | Ecurie Francorchamps | Dernier/Blaton      | Ferrari 250 LM      | Ferrari             | Ret                 |
| 1967                            | John Wyer Automotive | D. Thompson         | Ford GT40           | Ford                | 6.º                 |
| 1968                            | John Wyer Automotive | B. Redman           | Ford GT40           | Ford                | Ret VR PP           |
| 1969                            | John Wyer Automotive | J. Oliver           | Ford GT40           | Ford                | 26.º                |
| 1970                            | Spa Ferrari SEFAC    | Andretti/Merzario   | Ferrari 512S        | Ferrari             | 3º PP               |
| 1972                            | Spa Ferrari SEFAC    | M.Andretti          | Ferrari 312PB       | Ferrari             | 1º PP               |
| 1977                            | Martini Racing       | J. Mass             | Porsche 935         | Porsche             | Ret VR PP           |
| 1979                            | Gelo Racing Team     | Wollek/Gregg        | Porsche 935/78      | Porsche             | Ret                 |
| 9 Horas de Kyalami              |                      |                     |                     |                     |                     |
| 1966                            | Ecurie Francorchamps | J. Eldé             | Ferrari 250 LM      | Ferrari             | Ret                 |
| 1967                            | John Wyer Automotive | B. Redman           | Mirage M1           | Ford                | 1º VR               |
| 1968                            | John Wyer Automotive | B. Hobbs            | Ford GT40           | Ford                | 1º VR               |
| 1970                            | Spa Ferrari SEFAC    | I.Giunti            | Ferrari 512M        | Ferrari             | 1º VR               |
| 1971                            | Spa Ferrari SEFAC    | M.Andretti          | Ferrari 312PB       | Ferrari             | 2º                  |
| 1972                            | Spa Ferrari SEFAC    | B. Redman           | Ferrari 312PB       | Ferrari             | Ret                 |
| 1982                            | Rothmans Porsche     | J. Mass             | Porsche 956         | Porsche             | 1º PP               |
| 1983                            | Rothmans Porsche     | J. Mass             | Porsche 956         | Porsche             | 3º                  |
| 1000 km de Monza                |                      |                     |                     |                     |                     |
| 1967                            | John Wyer Automotive | A. Rees             | Mirage M1           | Ford                | Ret                 |
| 1968                            | John Wyer Automotive | B. Redman           | Ford GT40           | Ford                | Ret VR PP           |
| 1971                            | Spa Ferrari SEFAC    | C. Regazzoni        | Ferrari 312PB       | Ferrari             | Ret                 |
| 1972                            | Spa Ferrari SEFAC    | C. Regazzoni        | Ferrari 312PB       | Ferrari             | 1º                  |
| 1973                            | Spa Ferrari SEFAC    | B. Redman           | Ferrari 312PB       | Ferrari             | 1º                  |
| 1974                            | Autodelta Spa        | R. Stommelen        | Alfa-Romeo 33TT12   | Alfa Romeo          | 2º                  |
| 1983                            | Rothmans Porsche     | J. Mass             | Porsche 956         | Porsche             | 2º                  |
| 1984                            | Rothmans Porsche     | J. Mass             | Porsche 956         | Porsche             | 2º                  |
| 1985                            | Rothmans Porsche     | J. Mass             | Porsche 962C        | Porsche             | 4.º                 |
| 1000 km de Nürburgring          |                      |                     |                     |                     |                     |
| 1967                            | John Wyer Automotive | R. Attwood          | Mirage M1           | Ford                | Ret                 |
| 1968                            | John Wyer Automotive | P. Hawkins          | Ford GT40           | Ford                | 3º                  |
| 1969                            | John Wyer Automotive | J. Oliver           | Mirage M2/300       | BRM                 | Ret                 |
| 1971                            | Spa Ferrari SEFAC    | C. Regazzoni        | Ferrari 312PB       | Ferrari             | Ret VR PP           |
| 1972                            | Spa Ferrari SEFAC    | C. Regazzoni        | Ferrari 312PB       | Ferrari             | Ret                 |
| 1973                            | Spa Ferrari SEFAC    | B. Redman           | Ferrari 312PB       | Ferrari             | 1º                  |
| 1977                            | Martini Racing       | Mass                | Porsche 936/77      | Porsche             | Ret PP              |
| 1978                            | Max Moritz           | M. Schurti          | Porsche 935/78      | Porsche             | 2º                  |
| 1983                            | Rothmans Porsche     | J. Mass             | Porsche 956         | Porsche             | 1º                  |
| 1984                            | Rothmans Porsche     | J. Mass             | Porsche 956         | Porsche             | 7.º                 |
| 12 Horas de Sebring             |                      |                     |                     |                     |                     |
| 1968                            | John Wyer Automotive | B. Redman           | Ford GT40           | Ford                | Ret                 |
| 1969                            | John Wyer Automotive | J. Oliver           | Ford GT40           | Ford                | 1º                  |
| 1970                            | Spa Ferrari SEFAC    | P. Schetty          | Ferrari 512S        | Ferrari             | Ret                 |
| 1971                            | Spa Ferrari SEFAC    | M. Andretti         | Ferrari 312PB       | Ferrari             | Ret                 |
| 1972                            | Spa Ferrari SEFAC    | M. Andretti         | Ferrari 312PB       | Ferrari             | 1º PP               |
| 500/1000 Millas de Brands Hatch |                      |                     |                     |                     |                     |
| 1968                            | John Wyer Automotive | B. Redman           | Ford GT40           | Ford                | 1º VR               |
| 1969                            | John Wyer Automotive | J. Oliver           | Mirage M2/300       | BRM                 | Ret                 |
| 1970                            | Spa Ferrari SEFAC    | P. Schetty          | Ferrari 512S        | Ferrari             | 8.º                 |
| 1971                            | Spa Ferrari SEFAC    | C. Regazzoni        | Ferrari 312PB       | Ferrari             | 2º PP               |
| 1972                            | Spa Ferrari SEFAC    | M. Andretti         | Ferrari 312PB       | Ferrari             | 1º VR               |
| 6 Horas de Watkins Glen         |                      |                     |                     |                     |                     |
| 1968                            | John Wyer Automotive | L. Bianchi          | Ford GT40           | Ford                | 1º VR               |
| 1969                            | John Wyer Automotive | J. Oliver           | Mirage M2/300       | BRM                 | Ret                 |
| 1970                            | Spa Ferrari SEFAC    | P. Schetty          | Ferrari 512S        | Ferrari             | 5.º                 |
| 1971                            | Spa Ferrari SEFAC    | M. Andretti         | Ferrari 312PB       | Ferrari             | Ret                 |
| 1972                            | Spa Ferrari SEFAC    | M. Andretti         | Ferrari 312PB       | Ferrari             | 1º VR               |
| 1972                            | Spa Ferrari SEFAC    | B. Redman           | Ferrari 312PB       | Ferrari             | 2º                  |
| 1976                            | Martini Racing       | J. Mass             | Porsche 936         | Porsche             | 3º PP               |
| 1977                            | Martini Racing       | J. Mass             | Porsche 936/77      | Porsche             | 1º PP               |
| 1978                            | Vasek Polak Racing   | G. Follmer          | Porsche 935         | Porsche             | Ret                 |
| 1000 km de Zeltweg              |                      |                     |                     |                     |                     |
| 1969                            | John Wyer Automotive | J. Oliver           | Mirage M3           | BRM                 | Ret PP VR           |
| 1970                            | Spa Ferrari SEFAC    | I. Giunti           | Ferrari 512M        | Ferrari             | Ret VR              |
| 1971                            | Spa Ferrari SEFAC    | C. Regazzoni        | Ferrari 312PB       | Ferrari             | Ret (5.º)           |
| 1972                            | Spa Ferrari SEFAC    | B. Redman           | Ferrari 312PB       | Ferrari             | 1º VR               |
| 1973                            | Spa Ferrari SEFAC    | B. Redman           | Ferrari 312PB       | Ferrari             | 3º                  |
| 1974                            | Autodelta Spa        | Merzario/Brambilla  | Alfa-Romeo 33TT12   | Alfa-Romeo          | 5.º VR              |
| 1976                            | Martini Racing       | M. Schurti          | Porsche 935         | Porsche             | Ret PP              |
| 500/1000 km de Imola            |                      |                     |                     |                     |                     |
| 1969                            | John Wyer Automotive | J. Oliver           | Mirage M3           | BRM                 | 1º VR               |
| 1972                            | Spa Ferrari SEFAC    | -                   | Ferrari 512PB       | Ferrari             | 2º                  |
| 1974                            | Autodelta Spa        | A. Merzario         | Alfa-Romeo 33TT12   | Alfa-Romeo          | Ret                 |
| 1976                            | Martini Racing       | M. Schurti          | Porsche 935         | Porsche             | 1º                  |
| 1984                            | Rothmans Porsche     | J. Watson           | Porsche 956PDK      | Porsche             | Ret                 |

### Rally Dakar
| Año     | Categoría | Copiloto          | Vehículo      | Posición | Etapas |
| ------- | --------- | ----------------- | ------------- | -------- | ------ |
| 1981    | Coches    | Claude Brasseur   | Citroen       | Ret.     | 1      |
| 1982    | Coches    | Claude Brasseur   | Mercedes Benz | 5.º      | 7      |
| 1983    | Coches    | Claude Brasseur   | Mercedes Benz | 1.º      | 5      |
| 1984    | Coches    | Claude Brasseur   | Porsche       | 6.º      | 9      |
| 1985    | Coches    | Claude Brasseur   | Porsche       | Ret.     | 1      |
| 1986    | Coches    | Claude Brasseur   | Porsche       | 2.º      | 1      |
| 1989    | Coches    | Christian Tarin   | Peugeot       | 2.º      | 3      |
| 1990    | Coches    | Christian Tarin   | Lada          | 7.º      | 1      |
| 1991    | Coches    | Christian Tarin   | Citroen       | Ret.     | 1      |
| 1992    | Coches    | Dominique Lemoyne | Citroen       | 6.º      | -      |
| 1997    | Coches    | Vanina Ickx       | Toyota        | Ret.     | -      |
| 2000    | Coches    | Vanina Ickx       | Toyota        | 18.º     | -      |
| Fuente: |           |                   |               |          |        |